# Melrose Place (2009)
Melrose Place är en spinoff-serie av 1990-talsserien med samma namn, Melrose Place. Serien sändes ursprungligen i TV-kanalen The CW.

## Handling
En grupp 20-åringar med olika bakgrunder, bildar en nära gemenskap som grannar i ett elegant lägenhetshus i Los Angeles. Sydney Andrews är hyresvärd och spelar en central roll i sina hyresgästers liv. Serien inleds med ett mordmysterium och polisen upptäcker snart att alla de boende på Melrose Place hade anledning att vilja röja offret ur vägen.

## Avsnitt
Totalt producerades en säsong med 18 avsnitt .

## Tittarsiffror
Premiäravsnittet hade 2,27 miljoner tittare, det andra avsnittet  1,8 miljoner tittare och det tredje avsnittet 1,5 miljoner tittare, något som anses vara låga tittarsiffror i USA. Skådespelaren Heather Locklear, som var med i den ursprungliga serien, var med i den senare delen av den nya serien.

## Skådespelare
| Medverkande          | Medverkande                 | Medverkande | Medverkande                                            |
| Skådespelare         | Rollfigur                   | År          | Noteringar                                             |
| -------------------- | --------------------------- | ----------- | ------------------------------------------------------ |
| Katie Cassidy        | Ella Simms                  | 2009-       |                                                        |
| Colin Egglesfield    | August "Auggie" Kirkpatrick | 2009-2010   |                                                        |
| Stephanie Jacobsen   | Lauren Yung                 | 2009-       |                                                        |
| Jessica Lucas        | Riley Richmond              | 2009-       |                                                        |
| Michael Rady         | Jonah Miller                | 2009-       |                                                        |
| Shaun Sipos          | David Breck                 | 2009-       | Son till originalseriens rollfigur Dr. Michael Mancini |
| Ashlee Simpson-Wentz | Violet Foster               | 2009-2010   | Dotter till originalseriens rollfigur Sydney Andrews   |
| Gästskådespelare     |                             |             |                                                        |
| Skådespelare         | Rollfigur                   | År          | Noteringar                                             |
| Josie Bissett        | Jane Andrews                | 2009-       | Särskild gästskådespelare, från originalserien         |
| Thomas Calabro       | Dr. Michael Mancini         | 2009-       | Särskild gästskådespelare, från originalserien         |
| Laura Leighton       | Sydney Andrews              | 2009-       | Särskild gästskådespelare, från originalserien         |
| Heather Locklear     | Amanda Woodward             | 2009-       | Särskild gästskådespelare, från originalserien         |
| Daphne Zuniga        | Jo Reynolds                 | 2009-       | Särskild gästskådespelare, från originalserien         |
| Brooke Burns         | Vanessa                     | 2009-       |                                                        |
| Kelly Carlson        | Wendi Mattison              | 2009-       |                                                        |
| Jenna Dewan          | Kendra Wilson               | 2009-       |                                                        |
| Ethan Erickson       | Chef Marcello               | 2009-       |                                                        |
| Nicholas Gonzalez    | Detective Rodriguez         | 2009-       |                                                        |
| Adam Kaufman         | Toby                        | 2009-       |                                                        |
| Victor Webster       | Caleb Brewer                | 2009-       |                                                        |

### Fotnoter
1. ↑  ”Melrose Place” (på engelska). TV.Com. Arkiverad från originalet den 18 oktober 2016. https://web.archive.org/web/20161018013015/http://www.tv.com/shows/melrose-place-the-cw/episodes/. Läst 25 januari 2017.